# بفطامون
بفطامون (به عربی: بفطامون) یک روستا در سوریه است که در ناحیه محمبل واقع شده‌است. بفطامون ۱٬۰۵۸ نفر جمعیت دارد.